# Novilha vermelha

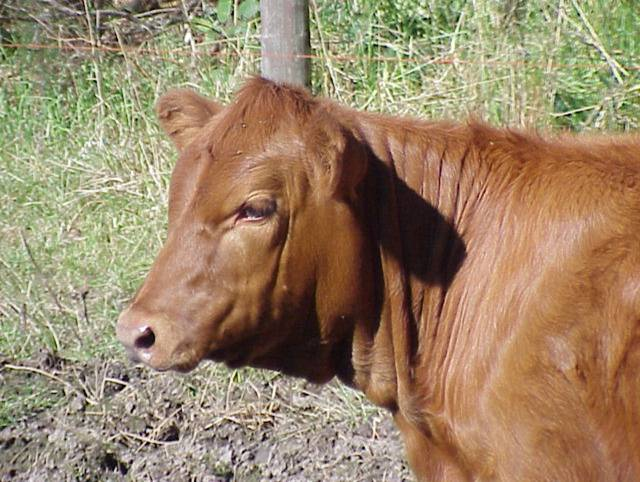
Uma vaca Red Angus criada pelo Instituto do Templo para o sacrifício da novilha vermelha e queimada na reconstrução do Terceiro Templo em Jerusalém, Israel.

A novilha vermelha (em hebraico:  פָּרָה אֲדֻמָּה, romanizado: parah adumah), também conhecida como vaca vermelha, é uma novilha ritualmente pura sacrificada pelos sacerdotes a Javé, mencionada na Torá e na Bíblia. Suas cinzas, depois de sacrificadas e queimadas, eram usadas para a purificação ritual como um prelúdio para a construção de seu templo.

## Novilhas vermelhas modernas
O Instituto do Templo, uma organização dedicada à reconstrução do Terceiro Templo em Jerusalém, Israel, identificou candidatas a novilhas vermelhas consistentes com os requisitos de Números 19:1–22 e do tratado Pará da Mishná. Nos últimos anos, o instituto pensou ter identificado duas candidatas, uma em 1997 e outra em 2002. O Instituto do Templo havia inicialmente declarado ambas sem defeito para sacrifício e queima, mas depois foram consideradas defeituosas e foram removidas do sacrifício e queima. O instituto tem levantado fundos para usar tecnologia moderna para produzir uma novilha vermelha que seja geneticamente baseada no gado Red Angus. Em setembro de 2018, o instituto anunciou que uma candidata a novilha vermelha nasceu, dizendo que a novilha é atualmente uma candidata viável e será examinada para ver se possui as qualificações necessárias para a novilha vermelha. Em setembro de 2022, cinco novilhas vermelhas foram importadas dos Estados Unidos e transferidas para uma fazenda de criação em Israel para o sacrifício e a queima. Os rabinos encontraram as vacas sem defeitos para o sacrifício e a queima.

## Implicações políticas
Durante o ataque do Hamas a Israel em 2023, o Hamas citou a compra de novilhas vermelhas por Israel, importadas dos Estados Unidos, como justificativa. Isto faria parte de uma profecia judaica ancestral, que poderia permitir a Israel justificar a destruição de santuários muçulmanos em Jerusalém.

## Ficção
- Dig (Série de TV) - A história se concentra em um agente do FBI que está baseado em Jerusalém e descobre uma trama que remonta a 2000 anos enquanto investiga um assassinato. O foco está no retorno profético do templo judaico.[10]